# N子·Mei·黑野
N子·Mei·黑野是Netflix推出的官方虚拟YouTuber，定位为Netflix的动漫大使。N子使用日语和英语在YouTube频道“Netflix Anime”发布节目，配有12国语言字幕。

## 简介
据路透社报道，Netflix和其他服务商正在将服务转向動畫，以留住已有的订阅用户并开拓全球動畫市场。业内人士普遍认为这类节目的商业化程度较低。Netflix联合首席执行官泰德·萨兰多斯在2021年4月的财报电话会议上表示，日本動畫和韩剧在本国的市场效果非常好，有些甚至能吸引全球的目光。
4月24日，YouTube频道“Netflix Anime”发布的一段视频中首次出现了N子的形象，并称其将在4月27日出道。4月27日，Netflix Anime频道发布了N子的自我介绍视频。N子由热爱動畫的Netflix职员亲自扮演，以职员特有的友好态度面对動畫迷，通过与观众的交流来介绍Netflix的動畫作品和服务。她虽然代表官方形象，但不会太过拘泥，在节目中会玩电子游戏、唱卡拉OK，以及和其他的虚拟YouTuber进行合作。
N子的2D原画由Fubuki（フブキ）绘制，3D模型由Tumidango（つみだんご）构建，制作公司为Xenotoon。

## 主持节目
根据介绍，N子将主持一档周播节目《N子秀》（The N-ko Show），第一集在日本时间4月30日上午10时面向全球播出。此外还有两档不定期节目《N子推荐的動畫》（N子のおすすめアニメ）和《N子听到了！制作秘闻》（N子が聞いた！制作秘話）：《N子推荐的動畫》将在5月1日播出首期，介绍Netflix独家播映的作品《天空侵犯》；《N子听到了！制作秘闻》则介绍从声优或创作者处获取到的動畫制作秘闻，时间未定。

## 外界评论
日本媒体ITmedia的报道认为，Netflix作为订阅服务的提供者，其内容无法被非会员的用户获取，因此该公司正试着通过现实活动、社交网络、YouTube等方式增加与用户的互动。对N子的投入也是其中的一环，用来促进和動畫迷之间的交流。